# Příkaz k úhradě nákladů exekuce
Příkaz k úhradě nákladů exekuce je rozhodnutí soudního exekutora, kterým určuje své náklady exekuce a náklady oprávněného v exekuci vzniklé. 
Příkaz k úhradě nákladů exekuce musí být vždy vyhotoven písemně a doručen účastníkům řízení. Musí obsahovat označení exekučního soudu, soudního exekutora, exekučního titulu, účastníků řízení a vymáhané povinnosti, výrok stanovující povinnost k náhradě určitě vyčíslených nákladů, výši případně uhrazené zálohy na náklady exekuce, datum vydání, podpis soudního exekutora a poučení o námitkách. Musí také obsahovat odůvodnění, ve kterém soudní exekutor přezkoumatelně vyčísluje všechny jím určené náklady.
Opravným prostředkem proti příkazu k úhradě nákladů exekuce jsou námitky, které je nutné podat do osmi dnů ode dne jeho doručení. Jestliže jim soudní exekutor zcela nevyhoví, rozhodne o nich bezodkladně exekuční soud, přičemž může napadený příkaz buď jako vadně vydaný zrušit, nebo jako správný potvrdit. Proti tomuto rozhodnutí se již nelze odvolat.